# Músculo temporoparietal
O músculo temporoparietal é um músculo da cabeça.